# Wafi Salih
Wafi Salih (Trujillo, Venezuela, 5 de junio de 1965) es una escritora nacida en Venezuela de ascendencia libanesa.  Escritora de: poesía, cuento, ensayo, dramaturgia y guiones para cine. Se le reconoce como maestra de la poesía breve en Venezuela, por la extensa exploración del género haiku, un género poético de origen japonés. Ha sido traducida al inglés, árabe, francés, italiano, portugués y polaco.

## Biografía
Magister en Literatura Latinoamericana, egresada de la Universidad de los Andes en proyecto doctoral en Historia, veinte libros publicados en los géneros antes mencionados. Mantuvo por siete años consecutivos el taller “José Antonio Ramos Sucre”, que contribuyó en la formación de  artistas e investigadores venezolanos.
La tesis sobre género, es una reflexión que abre una interrogante en torno al modo de producción cultural y sus efectos sobre el ser social, publicado en Monte Ávila Editores año 2007 bajo el nombre: "Las imágenes de la ausente", es una propuesta innovadora sobre el feminismo.

### Poesía
- Adagio (1986)
- Los cantos de la noche (1990):[7]
- Las horas del aire (1991)
- Pájaro de raíces (2002) Ganador de concurso de poesía “Cada Día un libro, 2004”[8][9]
- El Dios de las dunas (2005)
- Huésped del alba (2006)
- Jugando con la poesía (2006)
- Caligrafía del aire (2007)
- Cielos descalzos (2009)
- Vigilia de huesos (2010)
- Con el índice de una lágrima
- Honor al fuego (2018)
- Consonantes de agua (2018)
- Sojam (2018)
- Cielo avaro (2018)[10]
- Serena en la plenitud. (2020) Antología.[11]

### Ensayos y narrativa
- Las imágenes de la ausente (2012) Ensayo.
- Más allá de lo que somos. (2018) Ensayo.
- Hombre  moreno viene en camino: Monólogos teatrales.
- Discípula de Jung (2016): Cuento.[12]